# 목포 해안로 일본식 상가주택
목포 해안로 일본식 상가주택은 대한민국 전라남도 목포시에 있는 일제강점기의 건축물이다. 2018년 8월 6일 대한민국의 국가등록문화재 제718-8호로 지정되었다.

## 개요
근대기 목포 지역의 대표적 번화가이자 상업중심거리였던 구 목포경창설 앞 교차로에 모퉁이에 건축된 대규모 상가 건물로 기본적 건축형식은 일본 마찌야(町家) 형식으로 2층 규모의 목조건물이며, 1층은 전면도로에 면해 여러 개의 상업용 점포들을 형성하였고, 2층은 주거 기능을 형성한 상업거리의 흔적, 역사성, 장소성을 보여주는 상가건물이다.

## 같이 보기
- 목포 근대역사문화공간

## 참고 자료
- 목포 해안로 일본식 상가주택 - 국가유산청 국가유산포털